# 贝尔福地区省
贝尔福地区省（法語發音：[tɛʁitwaʁ də bɛlfɔʁ] ⓘ）是法國勃艮第-弗朗什-孔泰大區所轄的省份，東鄰上莱茵省、北接孚日省、西临上索恩省、南与杜省、瑞士相邻。省編號90。

## 历史

1871年以前與以後的省界變化

考古学显示，早在新石器时代，贝尔福地区就有人类活动。公元前58年该地区被罗马帝国征服。罗马帝国衰落后，法兰克人、汪达尔人、阿拉曼人、勃艮第人相继进入贝尔福地区。勃艮第王国被法兰克王国打败后，该地成为阿尔萨斯公爵的领地，后又转属奥地利大公。在三十年战争期间，贝尔福被法国占领。1648年正式并入法国。
正式成立“地区”是在1871年签订的法兰克福条约。普法战争后，法国基本失去了全部的阿尔萨斯地区。传统上贝尔福地区是属于阿尔萨斯的一部分（行政上属于上莱茵省），但是法国人想办法保住了这块领土。主要是基于以下三点：
- 贝尔福地区居民使用法语而非阿尔萨斯语
- 当地居民在普法战争中英勇抵抗了普鲁士的入侵。当地议员埃米尔·凯勒（英语：Émile Keller）在国民议会中发起强力的游说运动。
- 贝尔福位于孚日山脉和汝拉山脉中间的相对平缓地带，普鲁士军官认为从此地撤退可以形成更有效的防御体系。

在之后半个多世纪的时间里，贝尔福保留了其独特的“地区”地位，直到1922年，贝尔福被正式承认为法国第90个省。法国在三年前成功收复了阿尔萨斯，但决定不将贝尔福重新纳入其原来的省。有人说要给它取一个新的省名，建议包括“萨武勒斯省”（以新省的主要河流命名）或“泰里布勒山省”（包含瑞士部分地区的拿破仑时代的旧省名），但没有就更名达成共识，最终该省仍被称为贝尔福地区省。
当法国各大区成立时，贝尔福并不包括在阿尔萨斯大区，而是弗朗什-孔泰大区（2016年之后是勃艮第-弗朗什-孔泰大区）。

## 地理
贝尔福地区省面积仅609平方千米，是法国除了巴黎及其近郊的三个省之外最小的省份。 贝尔福地区省的地形可分为三部分：北部是孚日山脉，南部是汝拉山，中部为河谷地带。

## 交通

贝尔福地区省地图，途中粗粉红色为铁路，橙色为高速公路，蓝色为河流

因为贝尔福地区省南北两面都是山区，所以贝尔福山口一直是罗讷河流域与莱茵河流域之间的交通要道，链接两大河流的罗讷河—莱茵河运河就从贝尔福地区省穿过。